# Corneliu I. Penescu
Corneliu I. Penescu (n. 30 noiembrie 1919 la București - d.19 aprilie 1982 la Dijon in Franta) a fost un inginer român, membru corespondent al Academiei Române incepând cu anul 1963.

## Studii
Studiile liceale le-a făcut la liceul Dimitrie Cantemir din București.
Intre 1938-1942 a făcut studiile de inginerie la Universitatea Politehnica din București, pe atunci cunoscută sub numele de Politehnica din Bucuresti.

## Activitatea profesională
Dupa terminarea studiilor a lucrat la IREB - Întreprinderea de Rețele Electrice București, unde a avansat până la funcția de inginer șef, tatăl sau fiind Directorul IREB. 
Din anul 1950 a continuat să funcționeze in sectorul de cercetarea-proiectare a industriei energetice din România, fiind transferat la  Institutul de Studii și Proiectări Energetice (ISPE), unde a lucrat din 1950 până în 1962 și unde a promovat până la poziția de inginer șef al grupului de consilieri.
In activitatea sa de inginer, Corneliu Penescu s-a distins, în deosebi la ISPE, prin inteligență, inventivitate și o amplă cultură tehnică. Această inventivitate nativă a dus la obținerea unor brevete de invenție cum este cel numit  "Releu de distanță de mare selectivitate pentru linii de înaltă tensiune".

## Activitatea universitara
Incepând cu anul 1950 a fost angajat pe postul de asistent la catedra de Electrotehnică condusă de profesorul Remus Răduleț.
Pe lângă activitatea didactică, a continuat să desfășoare o bogată activitate și pe plan practic lucrând la serviciul de automatizări al Institutului de Studii si  Proiectări Energetice din Bucuresti. Această activitate practică avea să ducă la elaborarea unei monografii de "Automatica  și telemecanica sistemelor energetice", publicată de Editura Academiei, (vol. I - 1959, vol. II - 1960, vol. III-1965).
Tot această activitate l-a determinat sa contribuie la conceperea si punerea in practică a unei directii de studii de Automatică in planurile de invătămant superior ale Romaniei. Astfel, fiind Prorector al  Institutului Politehnic "Gh. Gheorghiu-Dej" București,incepand cu anul 1960, a creat in anul 1962 in cadrul Facultatii de Energetică,sectia de Automatică, căreia i-a urmat in  anul 1963 Catedra de Automatică,  la aceeasi facultate, a cărei conducere si-a asumat-o. Tot datorită eforturilor depuse de prof. Penescu, Sectia de Automatică a Facultatii de Energetică a fost transformată in Facultatea de Automatică, in 1967, căreia i-a fost de asemenea decan fondator.
Ulterior, datorită procesului de creștere a industriei de informatică din Romania, fapt ce a dus la producerea calculatoarelor Felix sub licența CII, și în consens cu dezvoltările științei și tehnologiei pe plan mondial, Facultatea de Automatică a fost transformată in Facultatea de Automatică și Calculatoare in 1969. De această facultate aparțineau catdrele Automatică I, Automatică II, si Calculatoare.
Profesorul C. I. Penescu a fost șeful catedrei de Automatică I a Institutului Politehnic "Gh. Gheorghiu-Dej" București  pană la plecarea sa din tara in anul 1980.
Prin personalitatea sa, prof. C. Penescu a stabilit și a menținut relații cu multe instituții și societăți științifice din țară și străinătate și a participat la numeroase activități și proiecte ale acestora.
Profesorul C. I. Penescu a sprijinit activ dezvoltarea învățământului de Automatică în alte centre de învățămant superior din România cum sunt Institutul Politehnic din Cluj și cel din Iași. Prof. Penescu s-a implicat personal în crearea secției de Automatică la Institutul Politehnic „Traian Vuia” din Timișoara, actualmente cunoscut sub numele de Universitatea Politehnica Timișoara în anul 1976.
Pe timpul sederii sale in Germania și Franta a fost invitat să țină seminarii la diverse universități, cum ar fi Technische Universität Darmstadt in care a ilustrat realizările în domeniul Automaticii pe plan național în România. 
Se poate afirma, în mod justificat, că întreaga evoluție a învățământului de automatică din Romania- cursuri de zi, cursuri postuniversitare și doctorale a fost marcată de personalitatea prof. C. I. Penescu.
Pe timpul cat a fost in tara, prof. C. Penescu a colaborat în mod creativ cu membrii catedrei, le-a servit drept model demn de urmat, și i-a stimulat. Aceștia au devenit la rândul lor reputați specialiști și oameni de știință, a căror valoare a fost recunoscută atât in țara cât și in străinătate. Printre ei s-a remarcat prof. Vlad Ionescu, care i-a urmat la conducerea Catedrei de Automatică I.